# 유럽 고속도로 471호선
유럽 고속도로 471호선(European route E471)은 우크라이나의 무카체베와 리비우를 잇는 B-클래스급 고속도로로, 총 연장은 225 km이다.

## 경로
- 우크라이나
  - E50 : 무카체베
  - E40, E372 : 리비우